# Tatuapé (métro de São Paulo)
Tatuapé ou gare de Tatuapé est une station de métro et gare qui fait partie du système de trains métropolitains de la CPTM et du métro de São Paulo.
Elle est intégrée avec le Shopping Metrô Tatuapé (sur le côté sud de la station) et le Shopping Metro Boulevard Tatuapé (sur le côté nord de la station). Elle est située dans le quartier du même nom à Tatuapé, physiquement divisé entre les zones 3 et 4 de la capitale de São Paulo.

## Situation sur le réseau

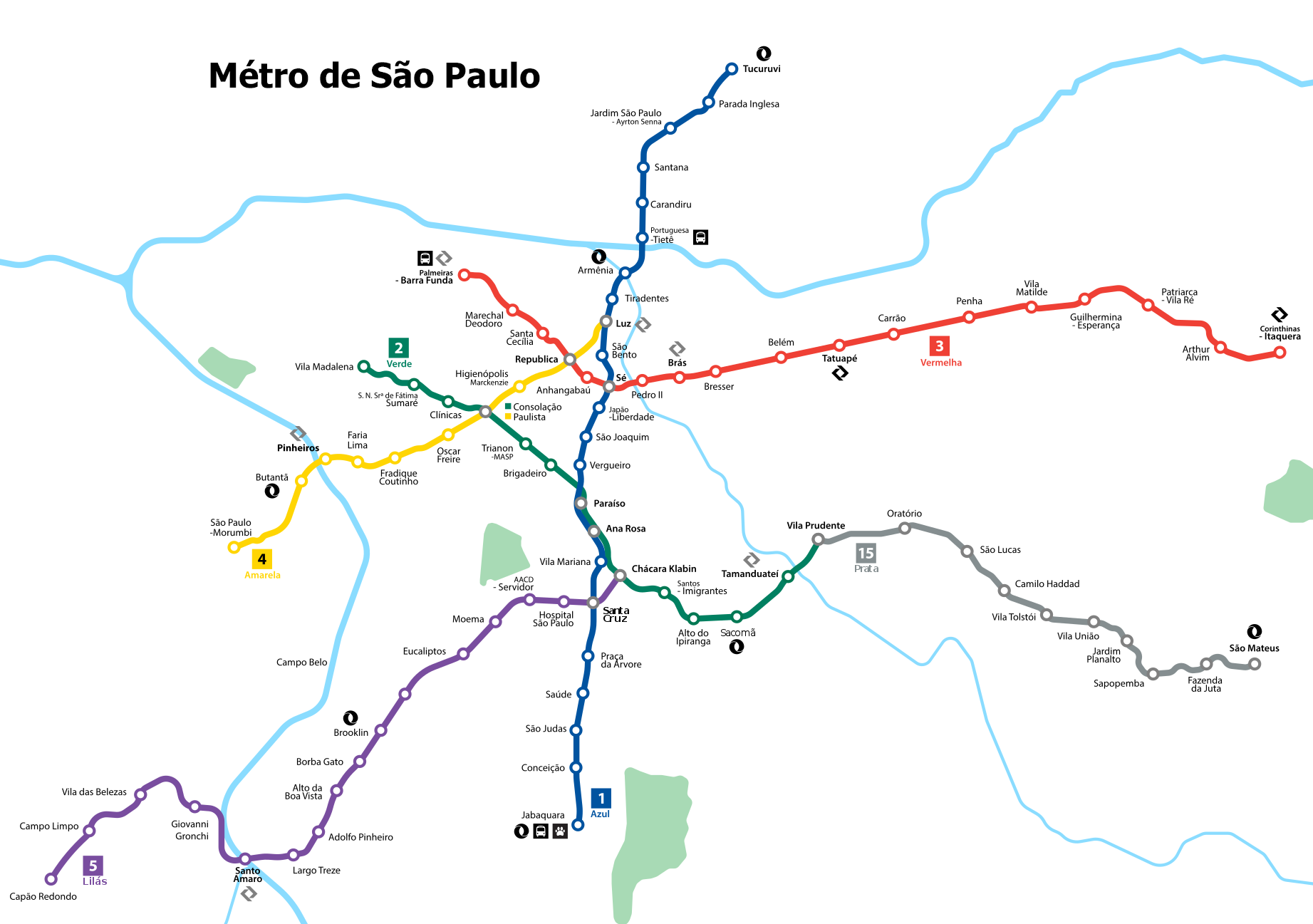
Plan du Métro de São Paulo 2020.

Établie en souterrain, la station Tatuapé est située sur la ligne 3 du métro de São Paulo (rouge), entre les stations Belém, en direction du terminus de Palmeiras-Barra Funda, et Carrão, en direction du terminus de Corinthians-Itaquera

## Histoire
Le projet de la station et gare de Tatuapé a débuté en 1973, lorsque la Rede Ferroviária Federal (RFFSA) et la Compagnie du métropolitain de São Paulo ont conclu un accord pour la construction de la section est de la ligne Est-Ouest (actuelle ligne 3 - Rouge). Le premier projet a été présenté au public en mai 1975 et prévoyait l'intégration des lignes de métro et de banlieue RFFSA à la gare de Tatuapé. Les travaux de la ligne Est-Ouest ont commencé en mars 1976, mais le premier décret d'expropriation pour la construction de la future gare de Tatuapé n'a été lancé qu'en juin de cette même année,.
Malgré la signature d'un protocole d'accord entre RFFSA et le Métro en juin 1977, les travaux de construction de la gare de Tatuapé n'ont été lancés par l'entreprise de construction Beter SA que le 29 avril 1978,,. Le 29 avril 1979, une nouvelle phase des travaux a été lancée, lorsqu'un nouveau tronçon de Radial Leste a été mis en service, permettant le début de la construction du bloc principal de la station et gare de Tatuapé, d'une superficie totale construite de dix-huit mille mètres carrés. Promise pour le milieu des années 80, la station a été retardée en raison de problèmes budgétaires.
La gare de Tatuapé a été inaugurée par le gouverneur Paulo Maluf, utilisant un fauteuil roulant (bien que la station station n'ait pas d'ascenseur jusque-là - le premier ne serait mis en œuvre qu'en 1992), le 5 novembre 1981.

## Caractéristiques

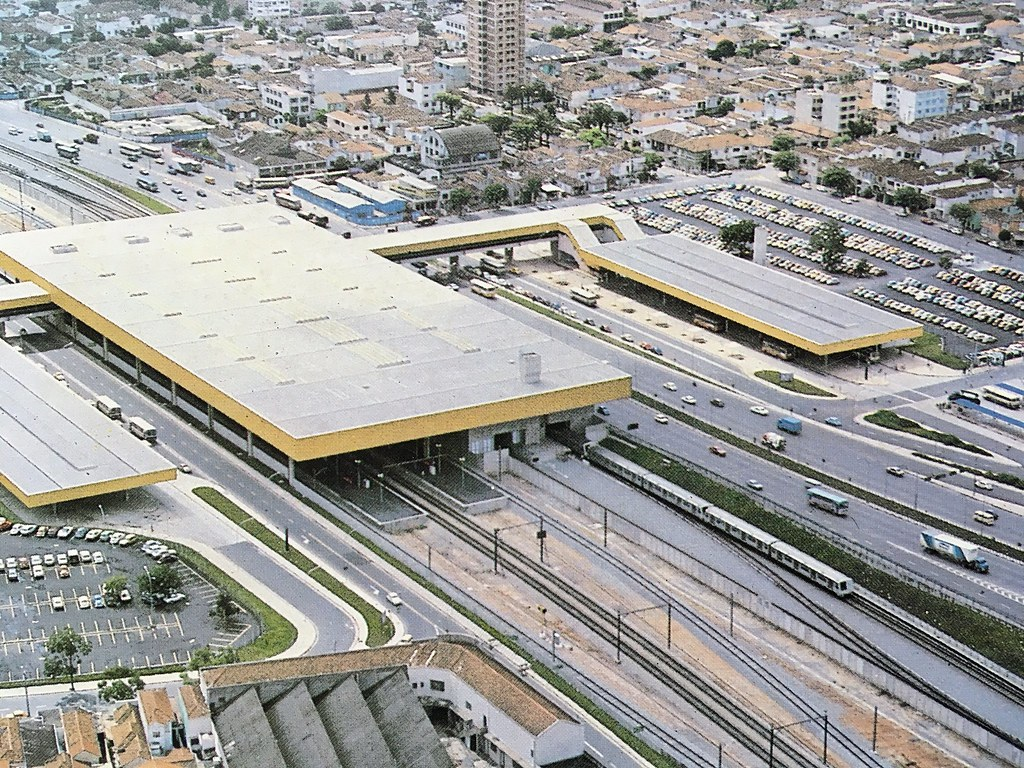
Vue aérienne de la station et gare de Tatuapé, 1982.
Archive de la Compagnie du métropolitain de São Paulo.

Station de la ligne 3-Rouge du métro de São Paulo. C'est une station avec une distribution en mezzanine sur des quais central et latéraux en surface, structure en béton apparent et couverture d'espace métallique treillissée. Il dispose d'un accès adapté aux personnes handicapées et à mobilité réduite. Il a une superficie construite de 34 680 m² et a une capacité de 60 000 passagers par heure/pointe.

## Toponymie
Tatuapé est un terme Tupi : tatu (tatou) et apé (chemin), une expression qui signifie le chemin des tatous.

## Intégration CPTM, Métro et SPTrans
La station Tatuapé sur la ligne 3 - Rouge du métro de São Paulo a un transfert tarifaire avec les stations des lignes 11 - Corail et 12 - Saphir de CPTM, sauf pendant les heures spéciales, du lundi au vendredi de 10 h à 17 h et de De 20 h à minuit, le samedi de 15 h à 1 h et les dimanches et jours fériés l'intégration gratuite se fait toute la journée.
Il est également possible de se rendre au système de bus SPTrans à São Paulo, via le terminus d'autobus nord et le terminus d'autobus sud, toutes deux reliées à la station, en utilisant le Bilhete Único. Dans le terminal nord, des bus urbains partent du service Airport Bus Service pour l'aéroport international de São Paulo/Guarulhos.

## CPTM
Gare des lignes 11-Corail, 12-Saphir et 13-Jade - Connect de la CPTM.

## Œuvres d'art
- "Inter-Relação Entre o Campo e a Cidade", Aldemir Martins, Peinture murale (1993), Céramique peinte (2,90 x 24,80 m), installée dans la mezzanine de la station de métro[15].

## Centres commerciaux
Pour la construction de la station et gare de Tatuapé des plusieurs zones ont été expropriées pour la réalisation de chantiers. Après l'ouverture de la station et gare en 1981, ces zones sont devenues inactives. En 1997, la Compagnie du métropolitain de São Paulo a désactivé et loué le bâtiment-garage sur le côté sud de la station pour la réalisation du Shopping Metrô Tatuapé par la société AD Shopping - Agência de Desenvolvimento de Shopping Centers Ltda. Une autre zone, du côté nord de la station, a été louée pour l'implantation du Shopping Metrô Boulevard Tatuapé, en 2007. Avec la mise en place des centres commerciaux, la Compagnie du métropolitain a augmenté les revenus non tarifaires de l'entreprise.

## À proximité
- Shopping Metrô Tatuapé